# 蒙杜
蒙杜（法語：Moundou）是乍得第二大城市，是西洛貢區的首府，创立于1924年，该市位於恩賈梅納以南約500公里的洛貢河畔，是乍得的工業中心，生產啤酒、棉花、烟草和石油，其出产的“盛宴”牌啤酒亦出口至邻国喀麦隆。市区有機場，还有直通喀麦隆恩冈代雷的公路:21。